# Heinrich Schwarzkopf
Heinrich „Heini“ Schwarzkopf (* 29. September 1912 in Koblenz; † 1998) war ein deutscher Ringer.
Seinen Spitznamen verdankte Schwarzkopf seinem blonden Haarschopf und seinem jungenhaften Aussehen. Mit 15 Jahren gewann der Sportler des ASV Siegfried Koblenz 1927 seine erste deutsche Jugendmeisterschaft, der bis 1930 drei weitere folgten. Ab 1931 bei den Aktiven, rang er erst in der Leichtgewichtsklasse, im griechisch-römischen Stil. In dieser Gewichtsklasse hatte Schwarzkopf in Eduard Sperling, Dortmund, Wolfgang Ehrl, München, Fritz Weikart, Hörde, und Heinrich Nettesheim, Köln, schwere Konkurrenz. 1933 wurde er hinter Sperling und vor Weikart und 1934 hinter Ehrl und vor Sperling deutscher Vizemeister, 1935 deutscher Meister vor Ehrl und Nettesheim und 1936 dritter deutscher Meister hinter Nettesheim und Ehrl. Im freien Stil wurde er 1935 deutscher Vizemeister hinter Ehrl, vor Weikart. Für die Olympischen Spiele 1936 in Berlin war er als Ersatzmann nominiert, kam aber nicht zum Einsatz.
1937 wechselte Schwarzkopf in die tiefere Gewichtsklasse des Federgewichts und gewann die deutsche Meisterschaft in beiden Stilarten, 1938 nochmals die im griechisch-römischen Stil. Bei den Ringer-Europameisterschaften 1937 in Paris siegte er über Kundzins, Lettland, Liverini, Italien, Fecske, Ungarn, Einar Karlsson, Schweden, und Kaaremäe, Estland. Gegen Kustaa Pihlajamäki, Finnland, den besten damaligen Federgewichtsringer, unterlag er knapp und wurde so Vizeeuropameister. Er wurde ferner bei den Europameisterschaften 1937 im freien Stil in München eingesetzt. Nach einem Sieg über Polak, Tschechoslowakei, unterlag er gegen den späteren Europameister Ferenc Tóth, Ungarn, und wiederum Kustaa Pihlajamäki und belegte den fünften Platz. In den drei Länderkämpfen, in denen er eingesetzt wurde, blieb er siegreich.